# Cardoso Moreira
Cardoso Moreira este un oraș în unitatea federativă Rio de Janeiro (RJ), Brazilia.